# 255019 Fleurmaxwell
A 255019 Fleurmaxwell (ideiglenes jelöléssel 2005 TN52) a Naprendszer kisbolygóövében található aszteroida. M. Dawson fedezte fel 2005. október 10-én.